# Gmina Pakoštane
Gmina Pakoštane (chorw. Općina Pakoštane) – gmina w Chorwacji, w żupanii zadarskiej. W 2011 roku liczyła  4123 mieszkańców.